# Рабат-и Малик
Рабат-и Мали́к (Rabat-i Mâlik от араб.:رباط ribāṭ — рибат, араб.ملك málik — малик, букв. — «Царская Крепость») — бывшая степная резиденция тюркских правителей из династии Караханидов, владевших землями среднеазиатского Двуречья в XI—XII веках, на позднем этапе функционирования (XII—XVIII века) превращённый в караван-сарай, от которого сохранился один лишь входной портал. 
Остатки Рабат-и Малика расположены на трассе Великого шёлкового пути, в степи, вблизи старого города Кермине (Узбекистан), на современной главной трассе между двумя древними культурными центрами региона — Самаркандом и Бухарой.
Дворцовый комплекс возведён в эпохе мусульманского Ренессанса для Средней Азии по приказу Караханида Шамс аль мулька, сына Ибрахима, правившего в Самарканде в 1068—1080 годах. С XIII века, после монгольского завоевания Средней Азии, вплоть до начала XVIII века Рабат-и Малик выполнял роль караван-сарая для остановки торговых караванов.
Рабат-и Малик является одним из древнейших памятников среднеазиатского монументального зодчества и памятником зодчества мирового значения. В настоящее время Рабат-и Малик является единственным археологически исследованным памятником дворцового типа на территории средневекового Мавераннахра.
По данным исследователя, Рабат-и Малик является ярким выразителем особенностей синкретической строительной культуры Средней Азии XI—XII веков, который представлял собой крупное сооружение с много-дворовой планировочной структурой и не имеющий ничего общего с хорошо известными караван-сараями Средней Азии с одним или реже с двумя дворами на продольной оси.

## География
Рабат-и Малик расположен на главной магистрали M37 между двумя древними культурными центрами региона — Самаркандом и Бухарой. В настоящее время поблизости Рабат-и Малика находится международный аэропорт Навои, поселок городского типа Маликрабат и в десяти километрах к востоку город Навои. Рядом через дорогу стоит второй памятник истории и культуры той же эпохи, гидротехническое сооружение XI—XII веков — Сардоба Малик.

## История
Возведение «Царской крепости» в степи, как установлено по комплексу данных, относится к концу XI века, реконструкция к XII веку, функционирование продолжалось вплоть до начала XVIII века. Политическая история региона XI—XII веков, была связана с тремя тюркскими Империями и династиями Караханидов, Газневидов и Сельджукидов, которые правили здесь с переменным успехом и изменением государственных границ на протяжении всего означенного времени.
Рабат-и Малик в полном соответствии с названием «Царская крепость» был уникальным, сложным по архитектурному замыслу и роскошным по декоративному оформлению сооружением дворцового типа со всеми атрибутами комфортабельной крепости-резиденции, правительственной ставкой Караханидов, но отнюдь не караван-сараем, как это принято было считать.
Только столетия спустя, после того, как династия Караханидов сошла с исторической арены в начале XIII века, а по землям Средней Азии пронеслись татаро-монгольские полчища со всеми последствиями иноземного завоевания, эта благоустроенная «Царская крепость», сначала перестала быть династической резиденцией, а затем постепенно превращена в придорожный караван-сарай, стоявший на главной трассе Самарканд — Бухара.
За время своего существования памятник пережил два крупных строительных периода с полной реконструкцией отдельных частей крепости и множеством мелких ремонтов.
На протяжении ХIХ — начала XX в. руины Рабат-и Малика разбирались на кирпич жителями поселка Малик расположенного напротив. В 40-е годы XX века была разобрана на кирпич облицовка гофрированного главного фасада, сырцовая основа которого после этого быстро была размыта, а в 1950-е годы при строительстве города Навои, прямо по середине внутренней части Рабат-и Малика было проложено асфальтовое шоссе. Прилегающая к дороге территория с остатками стен была «благоустроена» — сравнена с землёю с помощью бульдозера. Это была последняя капля в уничтожении шедевра средневекового зодчества Мавераннахра до-монгольской поры.

## История изучения
Бухарский историк Хафиз-и Таныш Бухари сообщает о Рабат-и Малике, построенном караханидом Шамс аддином.
В русской печати сведения о Рабат-и Малике впервые появились ещё в первой половине XIX века. Участники официальной дипломатической русской миссии под руководством К. Ф. Бутенева, отправленной в 1841—42 годы ко двору бухарского эмира, были поражены величественными руинами средневековой крепости, расположенной в степи на подходе к Бухаре. Руины заброшенного, но всё ещё сохранившего обаяние древности степного укрепления, оставили неизгладимое впечатление у путешественников. Участник экспедиции Н. В. Ханыков ограничился малоинформативным свидетельством наличия памятника в степи, в то время как натуралист А. А. Леман оставил схематичную зарисовку его главного фасада и, что очень важно, довольно подробное описание интерьеров Рабат-и Малика. А. А. Леман собрал также бытующие вокруг памятника предания, отражавшие в значительной степени его реальной истории, отметил, что руины укреплённого замка, который процветал 700—800 лет тому назад, являлось жилищем хана и его наследников, был выстроен одним из кочующих вождей Мавераннахра — Мелик-ханом.
После миссии К. Ф. Бутенева памятник посещали различные представители российских ведомств и иностранные путешественники: Н. Ф. Ситняковский, Н. А. Маев, А. Вамбери, Э. С. Скайлер и другие, которые ничего не прибавили к информации А. Лемана. Западной науке этот памятник оставался неизвестным на том этапе.
В 1920-х годах был поставлен вопрос о заказчике строительства Рабат-и Малика, который приписывался караханидскому правителю Шамс аль мульку (1068—1080). Основанием для такой атрибуции явились приписки на полях «Китаби-Мулло-Заде» (XVI в.) о строительстве Шамс аль мульком рабата в 471 г.х. Позже А. А. Семёнов, изучив дополнительные письменные данные, доказал, что это не так.
По настоящему Рабат-и Малик стал изучатся только в советское время. Первые археологические исследования начались проводится начиная с 1970-годов. В 1973—1975, 1977 и 1997—2001 годах были проведены раскопки (руководитель Н. Б. Немцева), в результате которых была исследована планировка укрепления и которые впервые дали представление об архитектуре не дошедших до нас дворцов Караханидов под Бухарой, известных по письменным данным.
Большой научный интерес представляют артефакты, полученные в процессе археологических работ — коллекция керамики, торевтика, ювелирные изделия, нумизматический материал. Особенно выжен самый массовый индикатор уровня развития ремесла и искусства — бытовая керамика, прослеженная в Рабат-и Малике в большом хронологическом диапазоне. Впервые на одном объекте Бухарского оазиса получена столовая и кухонная посуда с конца XI до начала XVIII веков, составлена сквозная хронологическая колонка, отражающая стадии развития этого вида ремесла на протяжении более шести столетий.
В рабат-и малике представлены самые передовые инженерные идеи XI—XII веков, основанный на двойных спаренных колоннах по углам октогона не имеет равных в синхронной архитектуре. Это чудо инженерной техники, входило в число крупнейщих куполов средневекового Востока. И не только размеры купола поражают воображение, но и точно рассчитанная конструкция — основание купола на двойных спаренных колоннах разного диаметра — инженерная идея, которая не повторилась больше нигде в Средней Азии. Синхронные купола, основанные на колоннах одинакового диаметра, в основном октагоне или квадрата, по северному Хорасану и Ирану (Мечеть Джами в Исфахане, мечети в Завваре и Дахистане). Та же композиция позже развивалась в Турции XV веке.

## Архитектура и планировка
До наших дней дошла только часть южного фасада с башней, но о планировке крепости можно судить по результатам раскопок: крепость представляла собой прямоугольное в плане сооружение со стороной в 100 метров, по углам которого стояли башни высотой более 15-ти метров, которые, если судить по рисункам Лемана, были в сохранности в середине XIX века. Снаружи стены крепости украшены плоскими полуколоннами, сгруппированым попарно.
Вход в укрепление был один — через сохранившийся южный портал. Сам портал несколько выступает из стены, он прямоуголен в плане, прорезан стрельчатой аркой и украшен кирпичным орнаментом. От портала вглубь ведет галерея, изолированная от находившихся в южной части хозяйственных помещений (жилье для прислуги, конюшни, кухни с тандырами). Галерея ведет в восьмиугольную ротонду, арки в которой, как и вся галерея, были отделаны резным ганчем. Из ротонды, служившей центральным залом, ходы в ведут в северную жилую часть комплекса. Посередине комплекса при входе в северную часть находилась небольшая мечеть с михрабом на западной стене и минбаром слева. Стены и минбар были украшены резным ганчем с синей подкраской. Во время раскопок были найдены множество человеческих костей, что свидетельствует существование вокруг караван сарая кладбища.
По свидетельству того же Лемана, снаружи комплекс был обнесен еще одной стеной.

## Фото

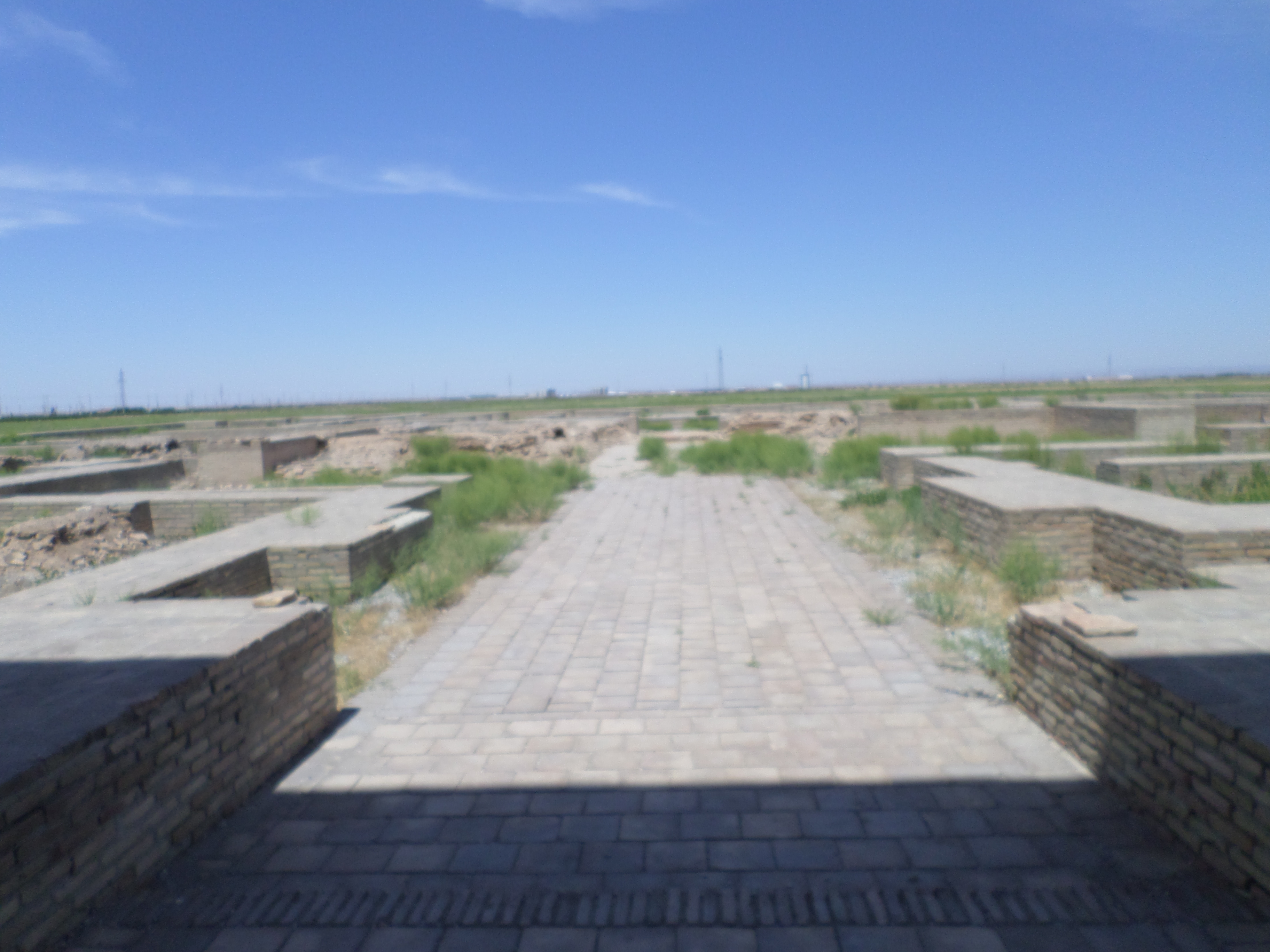
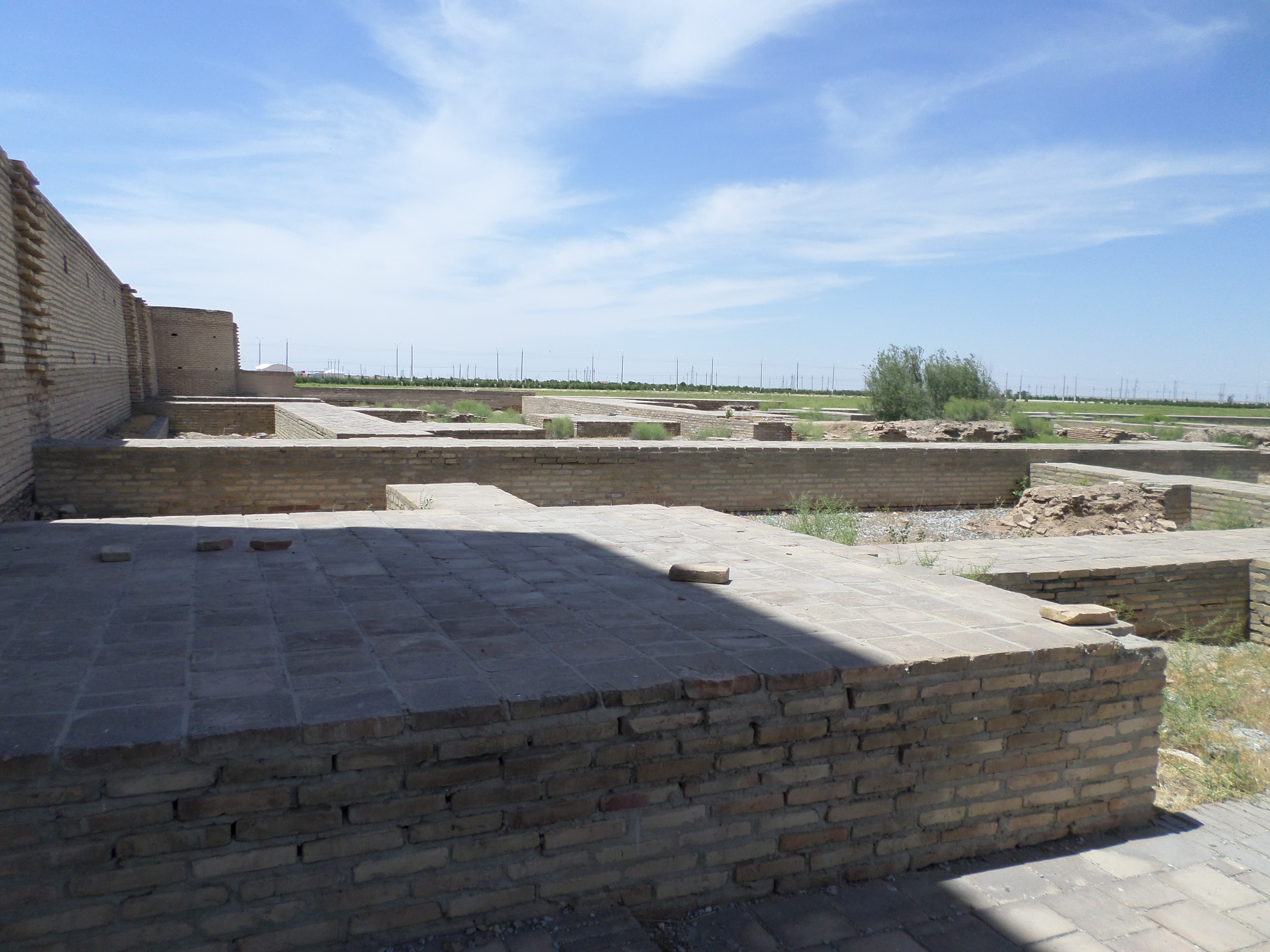
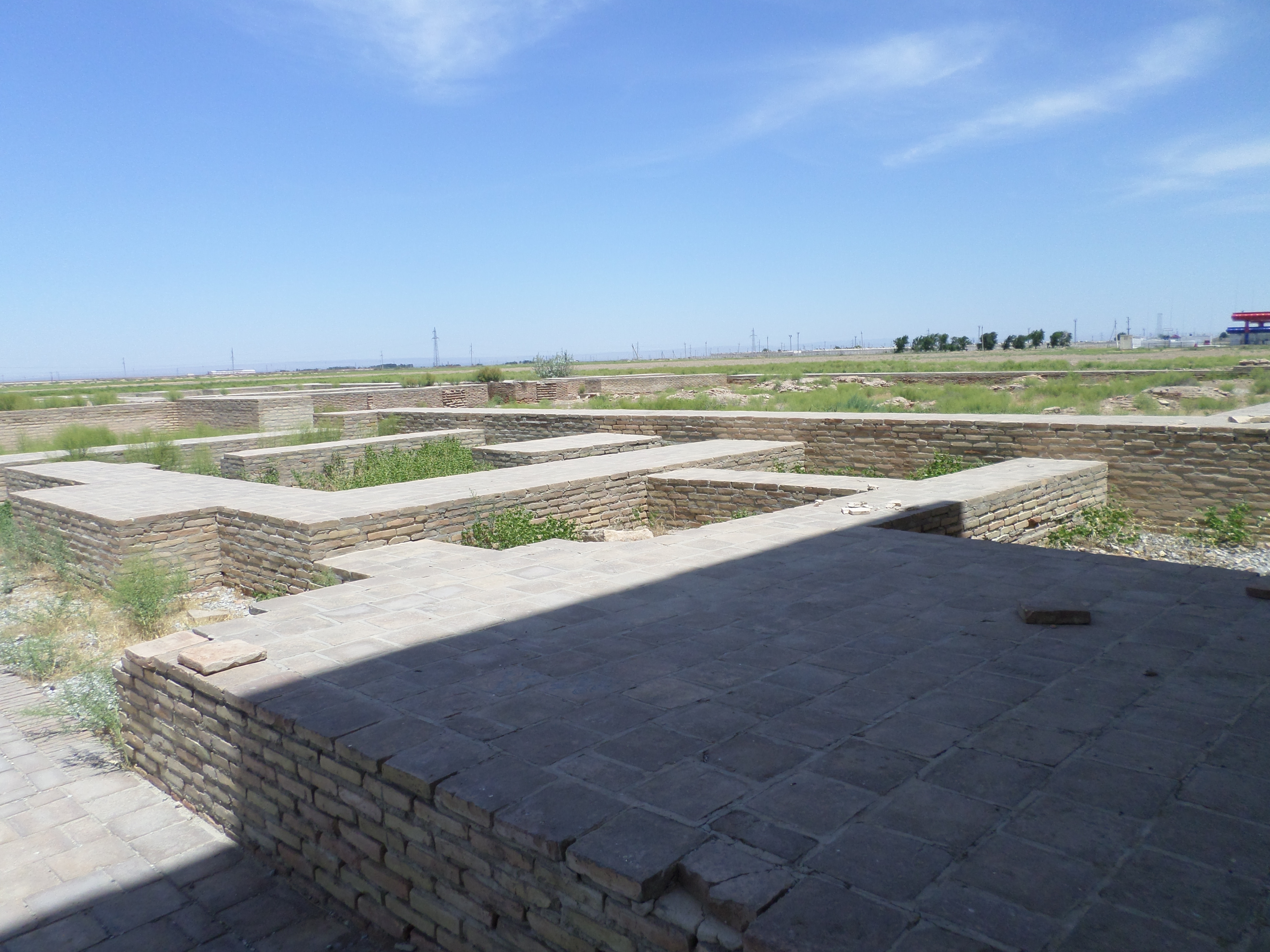